# Michaił Pletniow
Michaił Wasiljewicz Pletniow, ros. Михаи́л Васи́льевич Плетнёв (ur. 14 kwietnia 1957 w Archangielsku) – rosyjski pianista, dyrygent i kompozytor.

## Życiorys
Syn pianistki oraz akordeonisty, docenta konserwatorium w Kazaniu. Mając 7 lat, rozpoczął naukę w kazańskiej Specjalnej Szkole Muzycznej u Kiry Szaszkiny. W 1970 roku wyjechał do Moskwy, gdzie kształcił się w Centralnej Szkole Muzycznej u Jewgienija Timakina, a w latach 1974–1979 studiował w Konserwatorium Moskiewskim u Jakowa Fliera i Lwa Własienki. Zdobył Grand Prix w konkursie Jeunesses Musicales w Paryżu (1974). Wygrał Wszechzwiązkowy Konkurs Pianistyczny w Leningradzie (1977) i VI Międzynarodowy Konkurs Muzyczny im. Piotra Czajkowskiego w Moskwie (1978). W kolejnych latach koncertował w Europie, Stanach Zjednoczonych i Japonii. W 1986 roku zadebiutował w Moskwie jako dyrygent. W 1990 roku dzięki pomocy prywatnych sponsorów założył Rosyjską Orkiestrę Narodową, do 1999 roku był jej głównym dyrygentem.
Z Rosyjską Orkiestrą Narodową dokonał licznych nagrań płytowych dla wytwórni Deutsche Grammophon. Jako pianista wykonuje szeroki repertuar, od muzyki barokowej po dzieła współczesne. Skomponował m.in. Tryptyk na orkiestrę, Capriccio na fortepian i orkiestrę i Koncert altówkowy, dokonał też transkrypcji na fortepian fragmentów z baletów Piotra Czajkowskiego.

## Odznaczenia
Odznaczony został rosyjskim orderem „Za zasługi dla Ojczyzny” IV klasy (1997), III klasy (2007) i II klasy (2019). Laureat Państwowej Nagrody Federacji Rosyjskiej (2006).

## Kontrowersje
W lipcu 2010 roku Pletniow został aresztowany podczas pobytu w Tajlandii pod zarzutem przestępstw pedofilskich i molestowania seksualnego 14-latka. W grudniu 2010 roku oskarżenia zostały wycofane.